# 율촌중학교
율촌중학교(栗村中學校)는 대한민국 전라남도 여수시 율촌면 조화리에 있는 공립 중학교이다.

## 학교 연혁
- 1971년 1월 16일 : 여천율촌중학교 설립 인가
- 1971년 2월 2일 : 초대 서사봉 교장 부임
- 1971년 3월 10일 : 개교 및 입학식
- 2000년 3월 1일 : 율촌중학교로 교명 변경
- 2022년 3월 1일 : 제23대 이호연 교장 부임
- 2024년 2월 8일 : 제51회 18명 졸업(총 11,047명)

## 참고 자료
- 율촌중학교 - 한국교육학술정보원 학교알리미